# Зубрицкий, Анатолий Фёдорович
Анато́лий Фёдорович Зубри́цкий (укр. Анатолій Федорович Зубрицький; 20 ноября 1920, Одесса — 17 февраля 2005, Одесса, Украина) — советский футболист и тренер, мастер спорта СССР (1948), заслуженный тренер УССР (1961), основатель и многолетний директор ДЮФСШ «Черноморец» (1975—1977, 1979—2005).

## Футбольная биография

### Карьера игрока
Начинал с дворового футбола, позже выступал за команду Дворца пионеров. Учась в школе, играл за взрослую команду ДСО «Буревестник» и сборную города.
После 9 класса поступил на рабфак при Одесском консервном институте, который закончил осенью 1939 года и был принят на первый курс ВУЗа. Но ещё до начала занятий Анатолия пригласили на просмотр в одесское «Динамо», выступавшее в группе «А» чемпионата СССР. После тренировочных занятий Зубрицкий был зачислен в штат команды на место дублёра основного голкипера и вскоре вместе с командой отправился на календарный матч против московского ЦДКА. Во время матча, состоявшегося 4 июня 1939 года, основной вратарь одесситов Александр Михальченко получил травму, и в ворота стал молодой Зубрицкий. Дебютный матч в команде мастеров, невзирая на поражение 2:3, Анатолий провёл на хорошем уровне, а в следующем туре и вовсе отыграл свой первый «сухой матч».
В 1940 году Михальченко призывают в армию, и Зубрицкий становится основным голкипером команды. Но вскоре на армейскую службу призывается и сам Анатолий. Благодаря ходатайству команды, вратарь был оставлен в расположенной в Одессе воинской части и продолжал выходить на поле в составе команды, перешедшей к тому времени в общество «Пищевик». Но уже в конце сезона голкипер, пройдя курс молодого бойца, выступал только в армейских соревнованиях за команду Одесского военного округа.
В июне 1941 года началась Великая Отечественная война, воинская часть в которой находился Зубрицкий, приняла участие в боях на границе с Румынией. Во время отступления подразделения были окружены, Зубрицкий с другими бойцами были захвачены в плен. Во время использования военнопленных на дорожных работах Анатолий совершил побег. Добрался до Одессы, где с помощью оставшихся в оккупации одесских футболистов устроился на завод «Кинап» и даже играл за производственную команду «Глория-Форд».
После освобождения Одессы всех оставшихся футболистов объединили в команду «Динамо». Зубрицкого вскоре переводят в Киев, где началось возрождение местного «Динамо». Возглавлял команду Николай Махиня, а основным голкипером был ветеран киевской команды и её капитан Антон Идзковский, Зубрицкий стал дублёром прославленного вратаря.
С 1946 года, после перехода Идзковского на тренерскую работу, Зубрицкий становится основным голкипером киевского «Динамо». В 1948 году, во время календарного матча с ЦДКА, Анатолий в столкновении с Всеволодом Бобровым получил серьёзную травму: отрыв мениска и повреждение крестообразных связок. Более двух лет приходилось играть на обезболивающих уколах, с эластичной повязкой на колене. И всё же в 1951 году пришлось делать операцию, после которой вратарю ещё год понадобился на восстановление. В 1952 году, выйдя на футбольное поле, играть в полную силу уже не смог. Сыграв в своём последнем сезоне за киевский клуб, занявший в чемпионате 2 место, 4 матча из 13 (что было недостаточно для получения серебряных медалей), Анатолий Зубрицкий решил закончить игровую карьеру и перейти на тренерскую работу.
В 1953 году Зубрицкий неожиданно получил приглашение поиграть в московском «Локомотиве», который тренировал Борис Аркадьев, возможность поработать под началом известного специалиста подтолкнула Анатолия принять решение о переходе в московский клуб.
Проведя сезон в «Локомотиве», Зубрицкий отправился в кишинёвский «Буревестник», выступавший в классе «Б». В молдавской команде провёл два года, будучи бессменным основным вратарём. В 1955 году клуб завоевал первое место в своей зоне и вышел в класс «А». Зубрицкий, завершивший сезон на мажорной ноте, окончательно решил перейти на тренерскую работу.

### Карьера тренера
Первой командой в тренерской карьере Зубрицкого в 1956 году стал полтавский «Колхозник», с которым он выиграл Кубок Украины среди команд коллективов физкультуры. Осенью того же года Анатолия Фёдоровича переводят в киевское «Динамо» на должность второго тренера. В обязанности помощника главного тренера входило также руководство дублирующем составом.
В 1959 году возглавил одесский «Черноморец». Команда к тому времени находилась на 12 месте в турнире класса «Б». Постепенно игра коллектива стала улучшаться, одесситы стали бороться за призовые места. А в 1961 году выиграли турнир класса «Б», став чемпионами УССР, после чего должны были проводить переходные игры за выход в класс «А» с донецким «Шахтёром», но решением республиканской федерации футбола матчи были отменены.
В 1962 году из-за невыполнения руководством одесского клуба условий соглашения с тренером Зубрицкий оставил «Черноморец», возвратившись в Киев. Вскоре поступило предложение возглавить днепропетровский «Днепр». Анатолий Фёдорович приступил к работе с днепрянами, команда стала набирать очки, но в июле 1963 года, тренер был вызван на приём к Щербицкому, где ему сообщили о решении ЦК компартии Украины назначить Зубрицкого до конца года главным тренером киевского «Динамо». После первого круга киевляне в турнирной таблице находились в зоне аутсайдеров, с приходом Зубрицкого игра команды оживилась, пошли победы, улучшилось турнирное положение, но всё же чемпионат команда закончила на 9 месте. В конце года в «Динамо» прибыл новый главный тренер — Виктор Маслов, который предложил Зубрицкому остаться вторым тренером, но привыкший к самостоятельной работе Анатолий Фёдорович отказался, вернувшись в «Днепр», где проработал до конца 1966 года.
В 1967 году тренер возглавил «Кривбасс», но уже в следующем 1968 году по распоряжению республиканского спорткомитета был откомандирован в Симферополь, где два сезона тренировал «Таврию», выведя команду, находившуюся на 16 месте, в группу лидеров.
В конце 1969 года, не сойдясь характерами с работавшим тогда на должности начальника команды Анатолием Заяевым, оставил Крым, вернувшись в Кривой Рог, где у него сложились очень хорошие отношения с футболистами. Результат не заставил себя долго ждать. В 1971 году команда была одним из лидеров второй лиги, но в конце первого круга наставнику криворожской команды стали настойчиво предлагать вновь возглавить одесский «Черноморец», а через некоторое время волевым решением Спорткомитета Украины Зубрицкий был назначен главным тренером одесского клуба.
В 1972 году возглавляемый Анатолием Фёдоровичем «Черноморец» с первых матчей захватил лидерство в 1 лиге. Команда уверенно двигалась к победе в турнире, но потери очков на финише позволили «Шахтёру» и «Пахтакору» обойти одесситов в турнирной таблице. В 1973 году Зубрицкий был освобождён от занимаемой должности.
Покинув одесский клуб, Анатолий Фёдорович активно взялся за организацию и открытие СДЮШОР «Черноморец», став одним из создателей этого учебного заведения, впоследствии воспитавшего для советского, украинского и российского футбола много известных мастеров (Игоря Беланова, Илью Цымбаларя, Олега Мочуляка, Сергея Шматоваленко, Юрия Никифорова, Дмитрия Парфёнова, Андрея Воронина).
В 1974 году откликнулся на предложение из Кривого Рога снова возглавить «Кривбасс». При нём команда заняла 3-е место в украинской зоне второй лиги, но пробиться в первую лигу через стыковые матчи не смогла.
В 1977—1979 годах работал директором СДЮШОР «Черноморец». В 1977 году вернулся на тренерскую работу в «Черноморец», который оставил в 1979 году, снова возглавив СДЮШОР «Черноморец», оставаясь её бессменным руководителем до 2005 года.
Занимался общественной работой, был вице-президентом одесской городской ассоциации футбола.
17 февраля 2005 года после тяжёлой болезни Анатолий Фёдорович Зубрицкий скончался.
В память об Анатолии Зубрицком в Одессе проводится традиционный юношеский турнир на кубок «Чёрное море». 1 сентября 2012 г. на аллее футбольной славы ФК «Черноморец» (Одесса) были увековечены первые двенадцать памятных звёзд, одна из которых посвящена Анатолию Зубрицкому.
Ныне одесская ДЮФСШ «Черноморец» носит имя А. Ф. Зубрицкого.

## Достижения

### Игрока
- Обладатель Кубка УССР: (1946), (1947), (1948)
- Победитель зонального турнира класса «Б»: (1955)

### Тренера
- Победитель зонального турнира класс «Б»: (1961), (1962)
- Победитель зонального турнира 2 лиги: (1971)
- Обладатель Кубка УССР среди КФК: (1956)